# Moving Mountains (Usher)
"Moving Mountains" is een lied van de Amerikaanse r&b-zanger Usher. Het nummer werd geschreven en geproduceerd door Tricky Stewart, Kuk Harrell, en The-Dream voor Ushers vijfde studioalbum, Here I Stand (2008)
Het nummer bereikte de zesde plaats in de hitlijst van Nieuw-Zeeland, en de top 30 in Ierland, Zweden en op de UK Singles Chart. In de Verenigde Staten bereikte het nummer de 67e plaats in de Billboard Hot 100.

## Tracklist
VK cd-single
1. "Moving Mountains" (U.S. Album Version)
2. "Love in This Club, Part II" (Non-album Version with Beyoncé without Lil' Wayne)

Australië cd-single
1. "Moving Mountains" (Album Version)
2. "Moving Mountains" (Instrumental)
3. "Moving Mountains" (FP Remix)
4. "Moving Mountains" (J Remy & Bobby Bass Remix)

VS Promotional cd-maxi
1. "Moving Mountains" (Radio Edit)
2. "Moving Mountains" (Album Version)
3. "Moving Mountains" (Instrumental)

VK Download Remixes
1. "Moving Mountains" (Full Phatt Remix)
2. "Moving Mountains" (Pokerface Remix)
3. "Moving Mountains" (23 Deluxe Remix)

## Hitlijsten
| Hitlijst (2008)                      | Hoogste positie |
| ------------------------------------ | --------------- |
| Australian Singles Chart             | 36              |
| Irish Singles Chart                  | 26              |
| New Zealand Singles Chart            | 6               |
| Swedish Singles Chart                | 21              |
| UK Singles Chart                     | 25              |
| U.S. Billboard Hot 100               | 67              |
| U.S. Billboard Hot R&B/Hip-Hop Songs | 18              |
| U.S. Billboard Pop 100               | 56              |
| Austrian Singles Chart               | 70              |
| German Singles Chart                 | 28              |